# Macropeza aethiopica
Macropeza aethiopica är en tvåvingeart som först beskrevs av Ingram och John William Scott Macfie 1923.  Macropeza aethiopica ingår i släktet Macropeza och familjen svidknott. Inga underarter finns listade i Catalogue of Life.